# Almondvale Stadium
Das Almondvale Stadium (auch kurz The Vale genannt) ist ein Fußballstadion in der schottischen Stadt Livingston, Vereinigtes Königreich. Die Spielstätte des FC Livingston verfügt über 9713 Sitzplätze. Es trägt seit 2015 den Sponsorennamen Tony Macaroni Arena.

## Geschichte
Ursprünglich war der FC Livingston mit dem Namen FC Meadowbank Thistle in Edinburgh beheimatet. Im Jahr 1995 vereinbarte der Club mit der Livingston Development Corporation den Umzug und die Errichtung einer neuen Spielstätte. Eröffnet wurde die Anlage unter dem Namen City Stadium, darauf folgte der Name West Lothian Courier Stadium sowie bis zum Jahr 2010 der Name Almondvale Stadium. Der Bau besteht aus einer hufeisenförmigen Tribünenreihe von einer Hintertorseite bis zur anderen Seite. Nur die Stadionecken der Haupttribüne West Stand sind offen geblieben. In der linken Ecke des Ranges wurde ein Gebäude errichtet. Die Ränge sind komplett mit Kunststoffsitzen in den Vereinsfarben Gelb und Schwarz ausgestattet. Das Spielfeld aus Naturrasen besitzt eine Rasenheizung. Für die Gästefans stehen die Plätze auf dem North Stand sowie der angrenzenden Nordostecke zur Verfügung.
Der FC Livingston mietet das Stadion jedes Jahr neu von der West Lothian Council. Als der Verein in die erste schottische Liga aufgestiegen war, wurde das Stadion den Ansprüchen der höchsten Spielklasse angepasst. Der Verein bietet für verschiedene Anlässe Räumlichkeiten und Catering.

### Sponsorennamen
Ab Mai 2010 trug das Stadion den Sponsorennamen Braidwood Motor Company Stadium. Der Vertrag über das Namensrecht ging über drei Jahre bis zum Ende der Saison 2012/13. Im Juni 2013 wurde die Energy Assets Group für drei Jahre neuer Hauptsponsor des FC Livingston. Damit trug das Stadion den Namen Energy Assets Arena. Im September 2015 erhielt das Stadion einen neuen Namen. Die auf italienische Küche spezialisierte Restaurantkette Tony Macaroni erwarb die Rechte an der Spielstätte und änderte den Namen in Tony Macaroni Arena. Von den Fans und Anhängern wird es aber weiterhin als Almondvale Stadium oder kurz The Vale bezeichnet. Vor der Saison 2023/24 wurde der Sponsorenvertrag mit der Restaurantkette für die Saison verlängert. Durch das Sponsoring wurde das Stadion im ganzen Land als „Spaghettihad“ bekannt. Im März 2024 gab der Verein bekannt, dass der Vertrag ausläuft. Als neuer Sponsor zur Saison 2024/25 wurde das lokale Taxiunternehmen Home of the Set Fare gefunden. Die Anlage soll Home of the Set Fare Arena heißen. Genaue Angaben über Zahlungen des zunächst ein Jahr langen Vertrags wurden nicht bekannt, aber die sechsstellige Summe stellt einen Rekord für den FC Livingstone dar.

### Sonstige Nutzung
Die schottische Fußballnationalmannschaft der Frauen sowie die U21 der Männer, die U19- und die U17-Junioren Schottlands trugen Spiele im Stadion in Livingston aus.

### Zuschauerrekord
Der Besucherrekord stammt aus dem Jahr 2001, als der FC Livingston am 27. Oktober gegen die Glasgow Rangers antrat. Das Spiel der Scottish Premier League verfolgten 10.112 Zuschauer.

## Tribünen
- West Stand – (West, Haupttribüne, überdacht)
- East Stand – (Ost, Gegentribüne, überdacht)
- North Stand – (Nord, Hintertortribüne, überdacht)
- South Stand – (Süd, Hintertortribüne, überdacht)

## Galerie

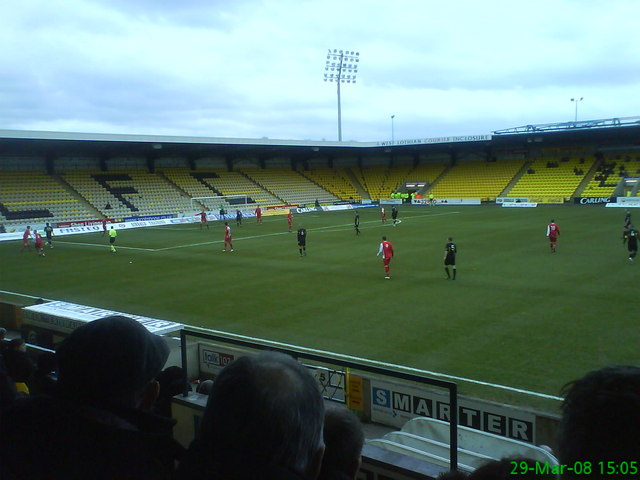
North Stand (links)
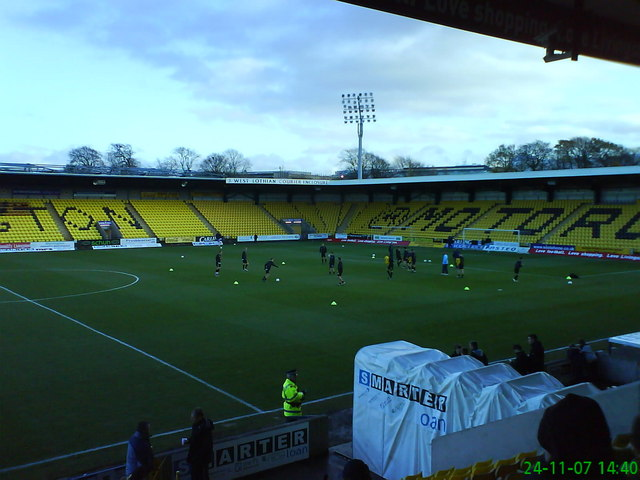
East Stand (links) und South Stand